# A Dominikai Köztársaság az 1968. évi nyári olimpiai játékokon
A Dominikai Köztársaság a mexikói Mexikóvárosban megrendezett 1968. évi nyári olimpiai játékok egyik részt vevő nemzete volt. Az országot az olimpián 5 sportágban 18 sportoló képviselte, akik érmet nem szereztek.

## Atlétika
Férfi
| Versenyző                                                   | Versenyszám     | Előfutam | Előfutam | Előfutam | Negyeddöntő | Negyeddöntő | Negyeddöntő | Elődöntő | Elődöntő | Elődöntő | Döntő   | Döntő    |
| Versenyző                                                   | Versenyszám     | Idő      | Hely.    | Össz.    | Idő         | Hely.       | Össz.       | Idő      | Hely.    | Össz.    | Idő     | Helyezés |
| ----------------------------------------------------------- | --------------- | -------- | -------- | -------- | ----------- | ----------- | ----------- | -------- | -------- | -------- | ------- | -------- |
| Porfirio Veras                                              | 100 m           | 10,51    | 5.       | 32.      | kiesett     | kiesett     | kiesett     | kiesett  | kiesett  | kiesett  | kiesett | kiesett  |
| Porfirio Veras                                              | 200 m           | 21,53    | 6.       | 38.*     | kiesett     | kiesett     | kiesett     | kiesett  | kiesett  | kiesett  | kiesett | kiesett  |
| Alberto Torres                                              | 200 m           | 21,99    | 5.       | 42.      | kiesett     | kiesett     | kiesett     | kiesett  | kiesett  | kiesett  | kiesett | kiesett  |
| José L'Oficial                                              | 400 m           | 47,93    | 7.       | 45.      | kiesett     | kiesett     | kiesett     | kiesett  | kiesett  | kiesett  | kiesett | kiesett  |
| José L'Oficial                                              | 800 m           | 1:55,66  | 7.       | 39.      |             |             |             | kiesett  | kiesett  | kiesett  | kiesett | kiesett  |
| Miguel Núñez                                                | 1500 m          | 4:23,67  | 10.      | 51.      |             |             |             | kiesett  | kiesett  | kiesett  | kiesett | kiesett  |
| Radhamés Mora                                               | 110 m gát       | 16,85    | 7.       | 33.      |             |             |             | kiesett  | kiesett  | kiesett  | kiesett | kiesett  |
| Luis Soriano Alberto Torres Rafael Domínguez Porfirio Veras | 4 × 100 m váltó | 41,48    | 7.       | 18.      |             |             |             | kiesett  | kiesett  | kiesett  | kiesett | kiesett  |
| Rolando Gómez José L'Oficial Radhamés Mora David Soriano    | 4 × 400 m váltó | 3:19,42  | 5.       | 16.      |             |             |             |          |          |          | kiesett | kiesett  |

* - egy másik versenyzővel azonos időt ért el

## Birkózás
Szabadfogású
| Versenyző      | Versenyszám | 1. forduló                                           | 2. forduló                        | 3. forduló        | 4. forduló        | 5. forduló        | 6. forduló        | 7. forduló        | Döntő             | Helyezés    |
| Versenyző      | Versenyszám | Ellenfél Eredmény                                    | Ellenfél Eredmény                 | Ellenfél Eredmény | Ellenfél Eredmény | Ellenfél Eredmény | Ellenfél Eredmény | Ellenfél Eredmény | Ellenfél Eredmény | Helyezés    |
| -------------- | ----------- | ---------------------------------------------------- | --------------------------------- | ----------------- | ----------------- | ----------------- | ----------------- | ----------------- | ----------------- | ----------- |
| José Defran    | 52 kg       | Mohammad Ghorbani (IRI) · kétvállas                  | Richard Sanders (USA) · kétvállas | kiesett           | kiesett           | kiesett           | kiesett           | kiesett           | kiesett           | helyezetlen |
| Onesimo Rufino | 63 kg       | Cshö Dzsonghjok (Choi Jeong-hyeok) (KOR) · kétvállas | Kaneko Maszaaki (JPN) · kétvállas | kiesett           | kiesett           | kiesett           | kiesett           | kiesett           | kiesett           | helyezetlen |

## Ökölvívás
| Versenyző        | Versenyszám  | Selejtező         | 32-es főtábla                              | Nyolcaddöntő      | Negyeddöntő       | Elődöntő          | Döntő             | Helyezés    |
| Versenyző        | Versenyszám  | Ellenfél Eredmény | Ellenfél Eredmény                          | Ellenfél Eredmény | Ellenfél Eredmény | Ellenfél Eredmény | Ellenfél Eredmény | Helyezés    |
| ---------------- | ------------ | ----------------- | ------------------------------------------ | ----------------- | ----------------- | ----------------- | ----------------- | ----------- |
| Ignacio Espinal  | Papírsúly    |                   | Roberto Urretavizcaya (ARG) · visszalépett | kiesett           | kiesett           | kiesett           | kiesett           | helyezetlen |
| Ramón Puello     | Könnyűsúly   | erőnyerő          | Armando Mendoza (VEN) · RSC                | kiesett           | kiesett           | kiesett           | kiesett           | 17.         |
| Donato Cartagena | Kisváltósúly | erőnyerő          | James Wallington (USA) · RSC               | kiesett           | kiesett           | kiesett           | kiesett           | 17.         |

## Sportlövészet
Nyílt
| Versenyző       | Versenyszám | Pont | Helyezés |
| --------------- | ----------- | ---- | -------- |
| Domingo Lorenzo | Trap        | 124  | 55.      |
| Luis Santana    | Skeet       | 57   | 52.      |
| Riad Yunes      | Skeet       | 170  | 48.      |

## Súlyemelés
| Versenyző   | Versenyszám | Nyomás   | Nyomás   | Szakítás | Szakítás | Lökés                    | Lökés                    | Összesen | Helyezés |
| Versenyző   | Versenyszám | Eredmény | Helyezés | Eredmény | Helyezés | Eredmény                 | Helyezés                 | Összesen | Helyezés |
| ----------- | ----------- | -------- | -------- | -------- | -------- | ------------------------ | ------------------------ | -------- | -------- |
| Ramón Silfa | 60 kg       | 95,0     | 19.      | 82,5     | 20.      | érvényes kísérlet nélkül | érvényes kísérlet nélkül | kiesett  | kiesett  |
| José Pérez  | 82,5 kg     | 110,0    | 22.      | 105,0    | 21.      | 135,0                    | 22.                      | 350,0    | 22.      |